# 도부쓰엔마에역
도부쓰엔마에역, 또는 동물원앞역(일본어: 動物園前駅, どうぶつえんまええき 도부쓰엔마에에키/토-부츠엔마에에키[*])은 오사카부 오사카시 니시나리구에 있는 철도역이다. 역명은 오사카 시립 동물원인 덴노지 동물원과 가장 가까운 역인데에서 유래되었다.

## 역 구조
미도스지 선은 상대식 승강장 2면 2선, 사카이스지 선은 섬식 승강장 1면 2선을 갖는 지하역이다. 개찰구는 총 4군데 있고, 미도스지 선 승강장의 중앙부와 덴노지 방면 및 사카이스지 선 승강장의 양쪽 끝에 위치한다. 사카이스지 선 승강장 에비스초 방면(8호차)과 미도스지 선 나카모즈 방면, 사카이스지 선 승강장 중간쯤에 미도스지 선 센리추오 방면 승강장의 연결통로가 있는데 각각 승강장의 다이코쿠초 방면(10호차)과 통한다.
미도스지 선 승강장의 벽면에는 덴노지 동물원을 따서 동물의 타일화가 실물 크기로 그려져 있다. 사카이스지 선 승강장의 북쪽에는 보선용 선이 한개 있고, 덴가챠야 역 승강장에서 확인할 수 있다.
역명판에는 "신세카이"라고 병기되고 있지만 파생역명으로 취급되지 않기 때문에 안내방송에서는 호칭되고 있다.

### 미도스지 선
| 1 | 미도스지 선 | 덴노지·아비코·나카모즈 방면                   |
| 2 | 미도스지 선 | 난바·우메다·신오사카·에사카·미노오카야노 방면 |

### 사카이스지 선
| 1 | 사카이스지 선 | 덴가차야 방면                                        |
| 2 | 사카이스지 선 | 닛폰바시·덴진바시스지 6초메·기타센리·다카쓰키시 방면 |

### 화장실
화장실은 동쪽, 북쪽, 남쪽 개찰구 내에 있다.

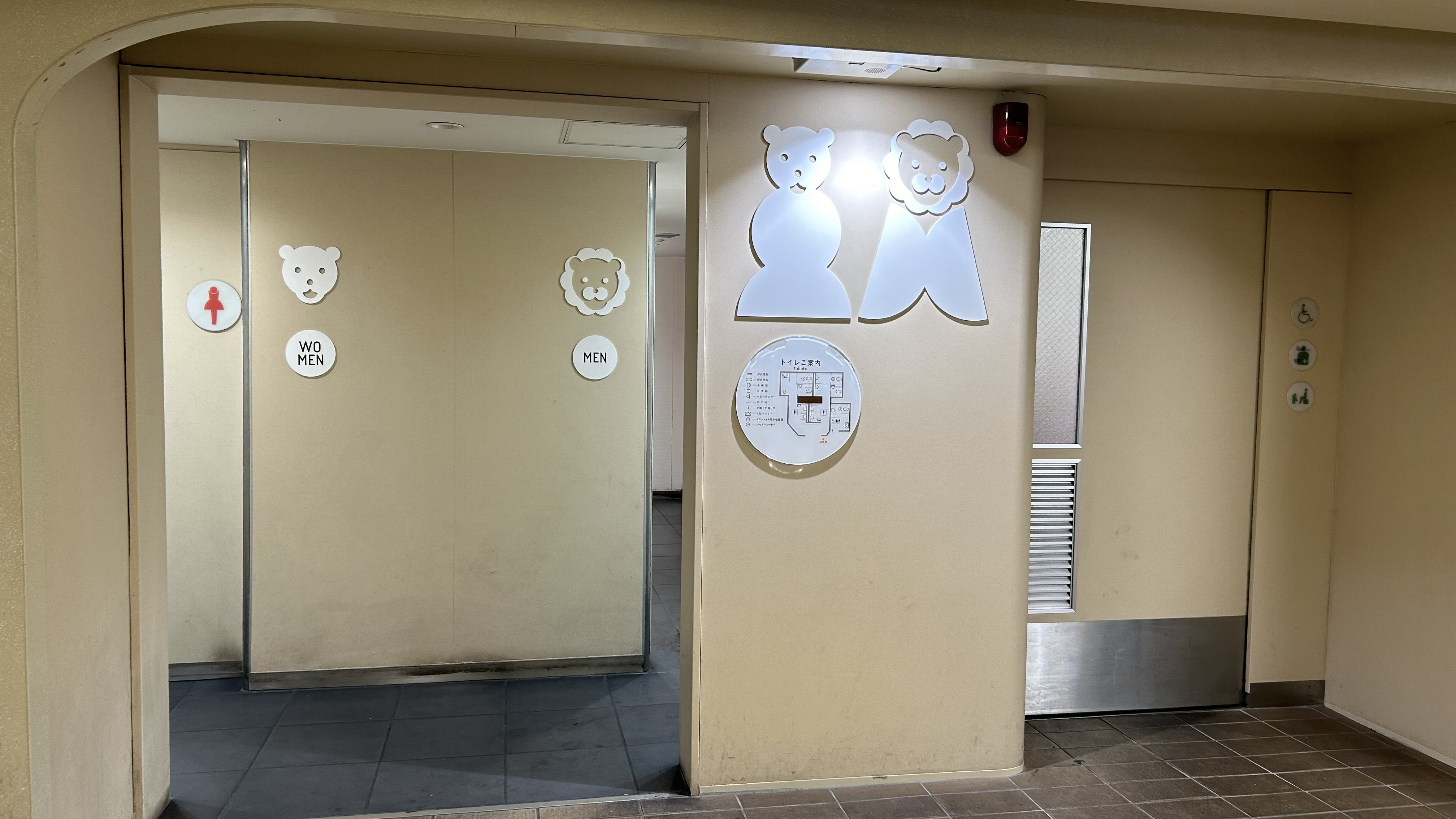
동쪽 개찰구 화장실
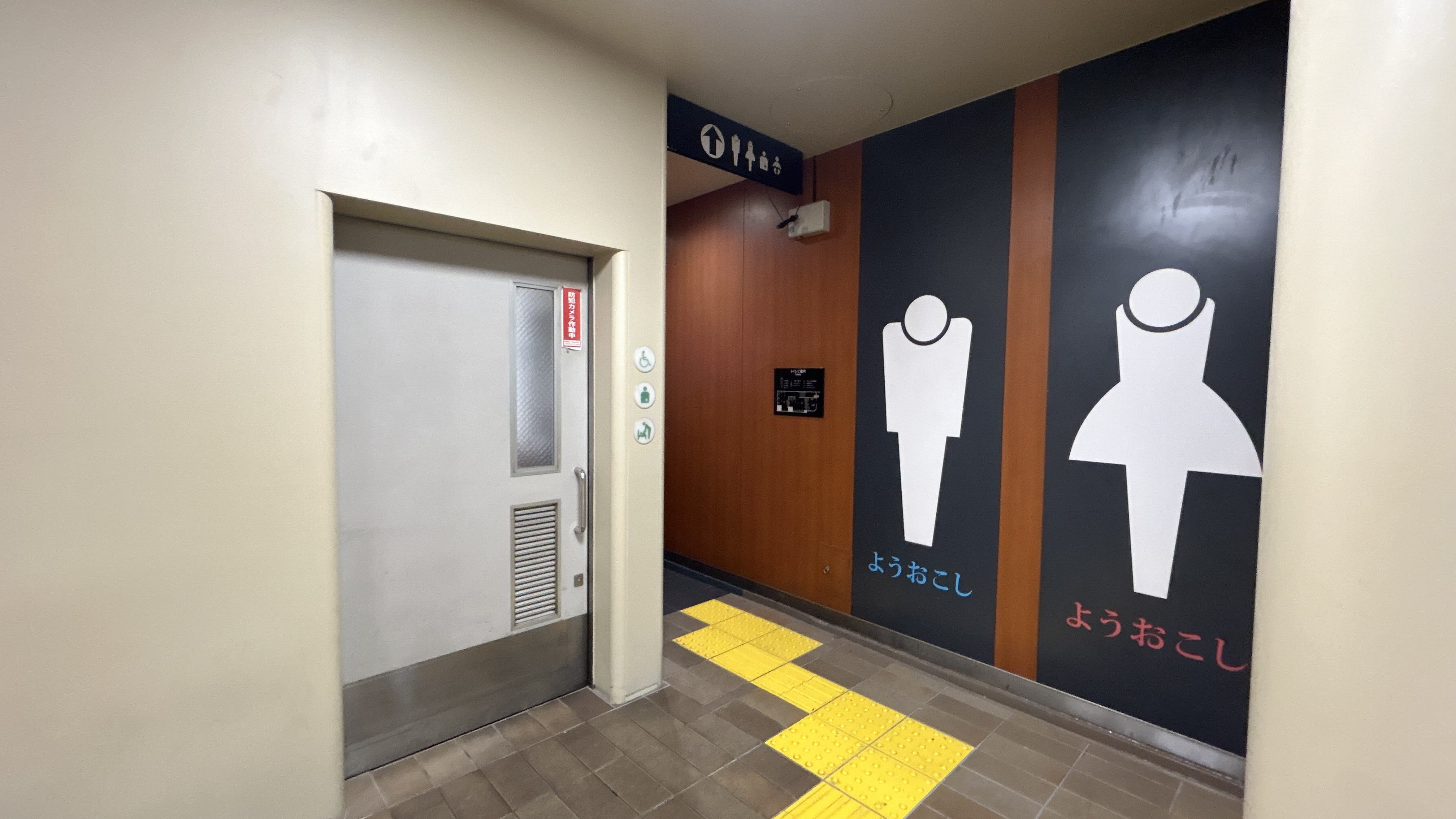
북쪽 개찰구 화장실
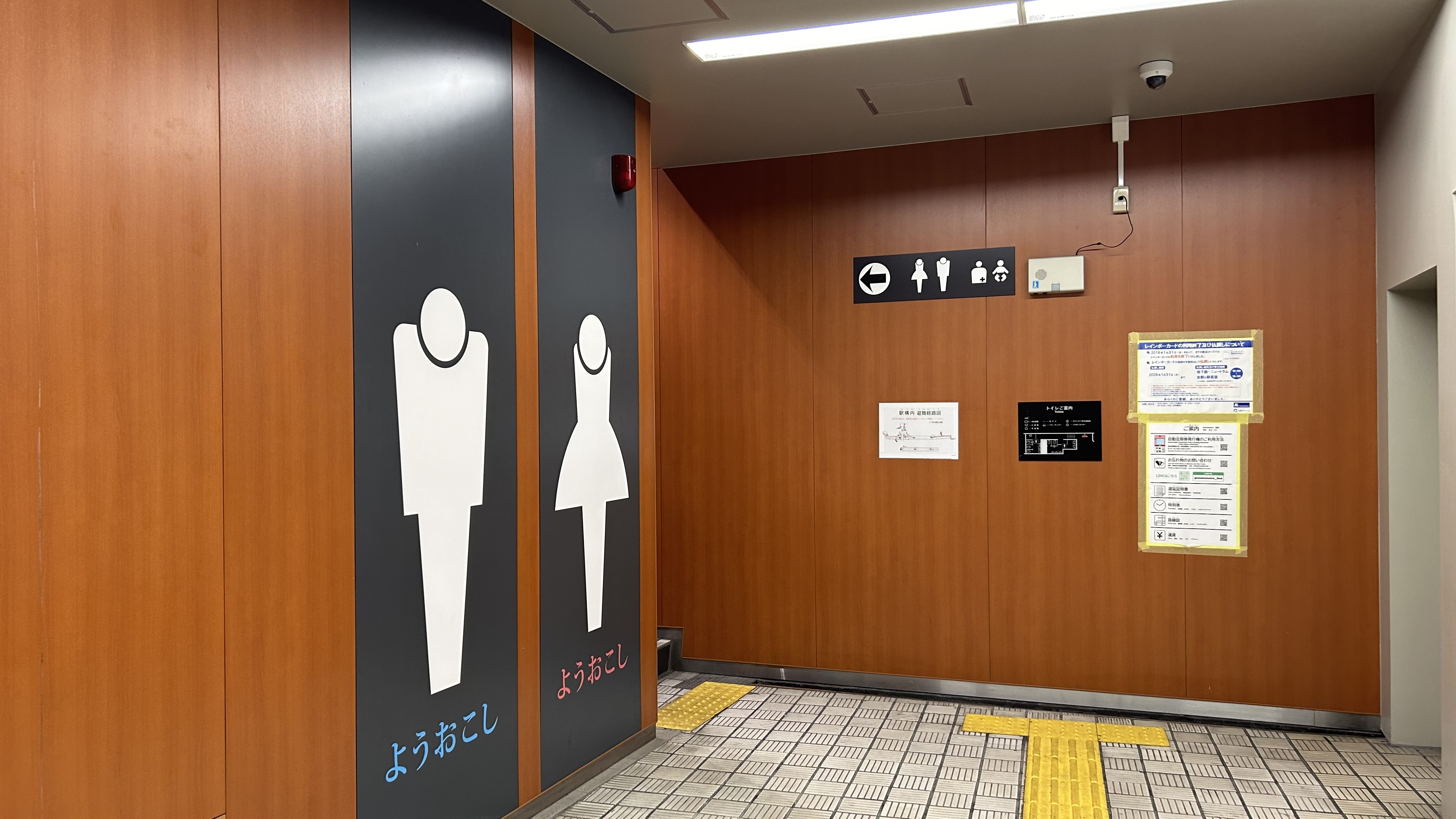
남쪽 개찰구 화장실

## 역세권 정보
- 덴노지 공원
  - 오사카 덴노지 동물원
  - 오사카 시립 미술관
  - 게이타쿠엔
- 스파 월드
- 신세카이
- 통천각
- 니시나리 경찰서
- 니시나리산오 우체국
- 오사카 시립 대학 부속 병원
- 오사카 사회 의료 센터 부속 병원
- 난요도리 상점가
- 동물원앞 1 ~ 2번가
- 오사카 시립 이마미야 중학교
- OS극장
- 서일본 여객철도・난카이 전기철도 신이마미야역
- 한카이 전기궤도 미나미카스미초 역

## 역사
- 1938년 4월 21일: 미도스지 선 영업 개시.
- 1969년 12월 6일: 사카이스지 선 영업 개시, 환승역이 됨,동시에 번호 122에서 1을 빼고 M22로 번호 전환.
- 1993년 3월 4일: 사카이스지 선이 당역부터 덴가차야 역까지 연장, 중간역으로 전환,동물원행 폐지.
  - 사카이스지 선 덴가차야 연장 이전에는 당역에서 약간 늘어나고 있던 선로가 주간과 야간의 차량 유치기호로 사용되고 있었다.
- 2012년 6월 1일: 7번 출입구 폐쇄.

## 인접역
| ■ 오사카 메트로 미도스지선           | ■ 오사카 메트로 미도스지선 | ■ 오사카 메트로 미도스지선 |
| ------------------------------------ | -------------------------- | -------------------------- |
| M21 다이코쿠초 에사카 방면           |                            | 덴노지 M23 나카모즈 방면   |
| ■ 오사카 메트로 사카이스지선         |                            |                            |
| K18 에비스초 덴진바시스지 6초메 방면 | ■ 준급 ■ 보통              | 덴가차야 K20 덴가차야 방면 |